# 卡琳·克羅格
卡琳·克羅格（Karin Krog，1937年5月15日－）是著名的挪威爵士歌手 ，出生於挪威奧斯陸。她是一個愛冒險的歌手，相當多才多藝，能唱任何曲風，從標準歌曲到相當自由的即興演奏。